# Płat czołowy

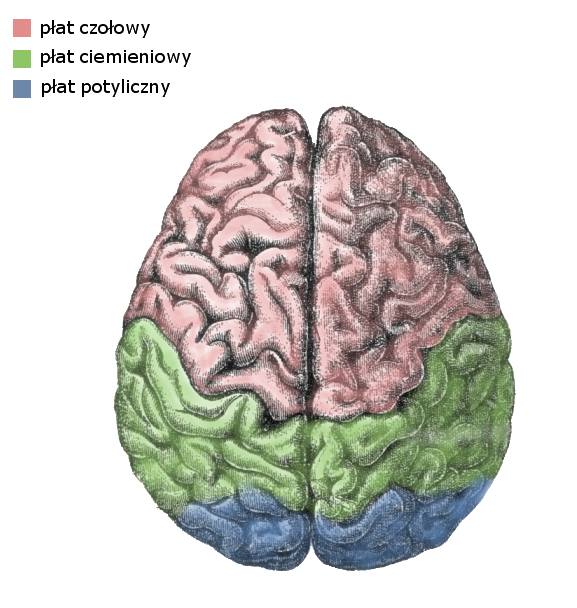
Widok płata mózgu od powierzchni górno-bocznej półkul mózgu

Płat czołowy (łac. lobus frontalis) – parzysta część kresomózgowia ograniczona od tyłu bruzdą środkową, a od dołu bruzdą boczną półkuli mózgu.

## Struktura
W obrębie płatów kresomózgowia wyróżniane są bruzdy i ograniczane przez nie zakręty mózgu.
| Zakręty                   | Bruzdy               |
| Powierzchnia górno-boczna |                      |
| zakręt czołowy górny      | bruzda czołowa górna |
| zakręt czołowy środkowy   | bruzda czołowa dolna |
| zakręt czołowy dolny      | bruzda przedśrodkowa |
| zakręt przedśrodkowy      |                      |
| Powierzchnia przyśrodkowa |                      |
| zakręt czołowy górny      | bruzda obręczy       |
| zakręt okołośrodkowy      | bruzda środkowa      |
| zakręt obręczy            |                      |
| Powierzchnia podstawna    |                      |
| zakręt prosty             | bruzda węchowa       |
| zakręty oczodołowe        |                      |

## Ośrodki czynnościowe i ich lokalizacja

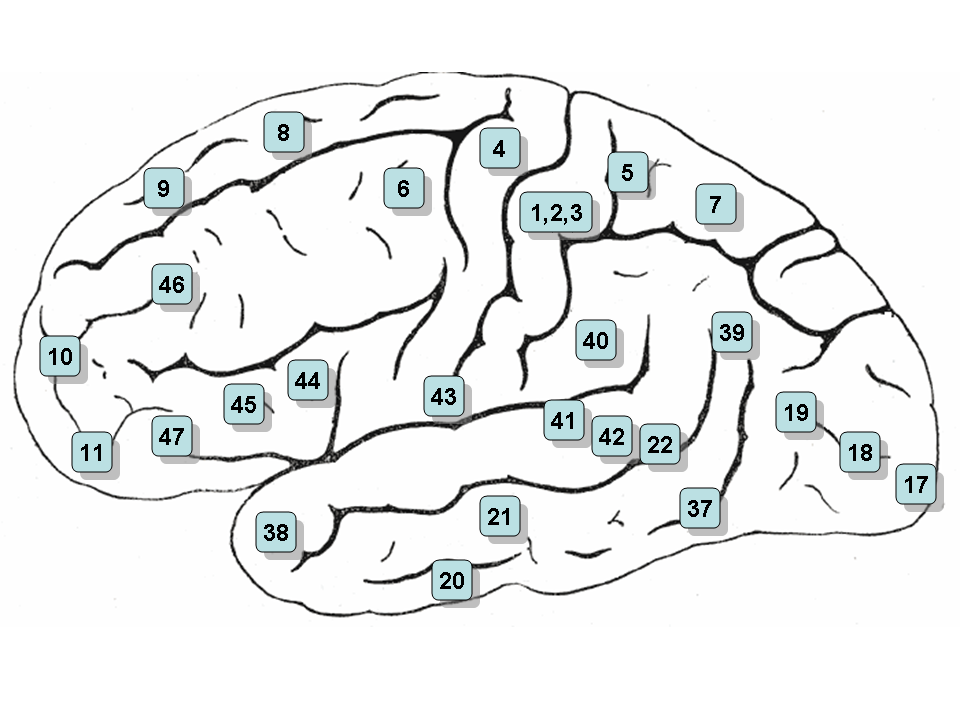
Lokalizacja pól Brodmanna na powierzchni górno-bocznej półkuli mózgu

- pierwszorzędowa kora ruchowa (pole 4): zakręt przedśrodkowy – ruchy dowolne
- drugorzędowa kora ruchowa (pole 6): zakręt czołowy górny i środkowy (tylna część) – planowanie ruchów kończyn i gałek ocznych
  - dodatkowe pole ruchowe (ang. SMA – supplementary motor area)
  - pole przedruchowe (ang. PMA – pre-motor area)
- czołowe pole ruchowe gałek ocznych (pole 8): zakręt czołowy górny i środkowy – ruchy gałek ocznych
- kora przedczołowa (pole 9–12): zakręt czołowy górny i środkowy – świadomość, myślenie, wyższe czynności nerwowe
- kora ruchowa mowy, ośrodek Broki (pole 44, 45): wieczko czołowe – wypowiadanie słów, ruchowy ośrodek mowy
- kora asocjacyjna przedczołowa (pole 46): zakręt czołowy środkowy – zachowanie, myślenie, planowanie ruchów gałek ocznych

Numeracja pól dotyczy klasyfikacji według Brodmanna.

## Funkcje
Płat czołowy odpowiada za:
- planowanie
- myślenie
- pamięć
- wolę działania i podejmowanie decyzji
- ocenę emocji i sytuacji
- pamięć wyuczonych działań ruchowych, np. taniec, nawyki, specyficzne schematy zachowań, wyrazy twarzy
- przewidywanie konsekwencji działań
- konformizm społeczny, takt
- uczucia błogostanu (układ nagrody), frustracji, lęku i napięcia.

## Skutki uszkodzeń
- trudności w koncentracji,
- niezdolność do spontanicznego myślenia
- niestabilność emocjonalna
- zmiany nastroju
- zachowania agresywne.